# Jean Doublet (poète)
Pour les articles homonymes, voir Jean Doublet.
Jean Doublet est un poète dieppois né vers 1528. Son père tenait un rang honorable dans la bourgeoisie et la magistrature de cette ville. Dès sa plus tendre enfance, il fut confié aux soins d'un savant professeur, nommé Jean Fourdin, qui lui fit connaître et aimer les lettres grecques et latines.
Dieppe était un important centre littéraire ou chaque année, aux jours de la Nativité et de l'Assomption, les poètes se disputaient le prix du Rondeau, du Chant royal et de la Ballade. Jean Doublet fut très certainement couronné puisqu'il eut en 1556 la charge d'y semondre les poètes. Il leur adressa à cette occasion la XXIe de ses Élégies, qui renferme une description unique de ce qu'était Dieppe un siècle avant le bombardement de 1694.
La XIIIe élégie nous apprend que Doublet fut député par ses concitoyens vers le roi Henri II.

## Œuvres
- Élégies, Charles Langelier, 1559 lire en ligne sur Gallica

### Éditions modernes
- Les Élégies de Jean Doublet Dieppois. Reproduites d'après l'édition de 1559, avec la vie du poète par Guillaume Colletet, une préface et notes par Prosper Blanchemain, édition de Prosper Blanchemain, Société des bibliophiles normands, Rouen, imprimerie de Henry Boissel, 1869
- Élégies de Jean Doublet : suivies des épigrammes et rimes diverses, édition de Damase Jouaust, Librairie des bibliophiles, 1871, 333 exemplaires
- Élégies de Jean Doublet : suivies des épigrammes et rimes diverses, édition de Damase Jouaust, Genève, Slatkine Reprints, 1969
- Élégies, édition de Hélène Hôte, Classiques Garnier, 2013  (ISBN 978-2812408748)